# Sandra Lessmann
Sandra Lessmann (* 1969) ist eine deutsche Schriftstellerin.

## Leben
Nach Abschluss der Schule lebte Sandra Lessmann fünf Jahre in London. Danach studierte sie in Düsseldorf Geschichte, Anglistik, Kunstgeschichte und Erziehungswissenschaften. Anschließend arbeitete sie am Institut für Geschichte der Medizin der Heinrich-Heine-Universität Düsseldorf. Bei ihren ersten beiden veröffentlichten Büchern handelt es sich um Historische Krimis mit medizinischem Hintergrund, die im London des 17. Jahrhunderts spielen.

## Werke
- 2005 Die Richter des Königs, Knaur
- 2006 Die Sündentochter, Knaur
- 2007 Das Jungfrauenspiel, Droemer
- 2009 Sündenhof, Droemer
- 2010 Das Jungfrauenspiel, Knaur
- 2012 Narrenkind, Knaur
- 2013 Die Kurtisane des Teufels, Knaur
- 2015 Die Winterprinzessin, Knaur
- 2017 Das Lied der Seherin, Knaur